# Monos (film)
Pour les articles homonymes, voir Mono.
Pour plus de détails, voir Fiche technique et Distribution.
Monos est un film dramatique psychologique colombien coécrit, coproduit et réalisé par Alejandro Landes, sorti en 2019.

## Synopsis
Au sommet d'une montagne isolée, les Monos, un groupe de commandos identifiés uniquement par leurs noms de guerre, effectuent des exercices d'entraînement militaire tout en surveillant un prisonnier de guerre appelé uniquement "Doctora". Ils reçoivent la visite du Messager, un supérieur de l'organisation sans nom qu'ils servent, qui supervise leurs exercices et leur ordonne de se pousser plus fort. Deux des Monos, Lady et Wolf, demandent la permission d'entrer dans une relation amoureuse, ce que le Messager accorde. Avant de partir, il laisse les Monos en charge d'une vache à lait nommée Shakira.
Lady et Wolf consomment leur relation, un événement que les autres commandos honorent avec des coups de feu de fête, au cours desquels Shakira est abattue par inadvertance par Dog. Les Monos punissent Dog en le mettant à l'isolement dans une fosse, puis traînent le corps de Shakira dans leur camp pour le dépouiller de la viande. Le chef de troupe Wolf se suicide. Les Monos se disputent sur la façon de signaler cela au Messager par radio; ils finissent par mentir pour protéger Dog, disant que Wolf a tué Shakira et s'est suicidé par honte. Lady et Rambo ont une rencontre sexuelle cette nuit-là près du feu. Avec Wolf mort, le Messager nomme Bigfoot à la tête de l'équipe. Par radio, le commandant de l'Organisation pose des questions à Doctora à sa famille pour confirmer qu'elle est vivante.
La base des Monos est attaquée et Doctora est placée sous la surveillance de Swede, qui l'informe qu'elle sera tuée si les forces adverses tentent de la sauver. Alors qu'ils sont seuls ensemble, Doctora fait appel aux émotions de Swede pour l'aider à s'échapper et les deux s'embrassent lorsque le bunker dans lequel ils se cachent est bombardé. Swede commence à embrasser Doctora, qui la rejette; Swede se moque alors d'elle.
Le lendemain, Bigfoot annonce que les Monos ont triomphé dans le combat et vont déménager dans la jungle. Peu de temps après leur arrivée, Doctora tente de s'échapper. Bigfoot est furieux, endommageant la radio et déclarant les Monos indépendants de l'Organisation. Après la reprise de Doctora, Bigfoot demande à Rambo de l'enchaîner à un arbre. Rambo le fait, mais commence à pleurer, ce qui met encore plus en colère Bigfoot.
Le Messager revient pour vérifier les Monos et découvre que Lady et Bigfoot ont commencé une relation sexuelle sans approbation. Il oblige les Monos à effectuer des exercices intenses et à lui avouer les méfaits les uns des autres. Smurf révèle que Dog est celui qui a tué Shakira et raconte ce que Bigfoot a dit à propos de l'indépendance des Monos. Le Messager annonce qu'il emmènera Bigfoot pour être évalué par les supérieurs de l'Organisation. Cependant, lors du trajet en bateau à moteur, Bigfoot tire sur le Messenger dans le dos et retourne au camp de la jungle. Schtroumpf est attaché à un arbre en guise de punition pour le mouchard et les Monos doublent leur entraînement, volant plusieurs automobilistes qui passent.
Rambo essaie de libérer Schtroumpf dans la nuit, mais est arrêté par Lady. Rambo s'enfuit alors seul, rencontrant un bateau, pour être rattrapé par son propriétaire, qui plongeait à la recherche d'or dans la rivière. Il ramène Rambo chez lui, où Rambo rencontre la famille du gars et reçoit de la nourriture et un lit.
Swede emmène Doctora enchaînée pour nager et la rejoint bientôt dans la rivière. Doctora utilise la chaîne pour étrangler Swede sous l'eau, puis brise la chaîne avec une pierre. Elle retourne à la base, trouve Schtroumpf ligoté et prend ses bottes. Schtroumpf supplie Doctora de l'emmener avec elle, mais elle le quitte.
Les Monos traquent Rambo et attaquent la maison, tuant le mec et sa femme. Alors que Rambo s'enfuit, une télévision en arrière-plan rapporte que Doctora a été repérée dans la jungle, et il est sous-entendu qu'elle sera bientôt secourue par les autorités. Lady trouve les trois enfants du couple cachés sous une table tandis que Bigfoot, Boom Boom et Dog poursuivent Rambo, qui saute dans la rivière. Finalement, Rambo s'échoue sur le rivage et est récupéré par un hélicoptère militaire, dont les pilotes annoncent par radio qu'ils ont trouvé une personne non identifiée. Alors que l'hélicoptère arrive dans une ville voisine, l'un des soldats contacte son commandant, lui demandant à plusieurs reprises des ordres sur ce qu'il faut faire du captif alors que Rambo se met à pleurer.

## Fiche technique
Sauf indication contraire, les informations mentionnées dans cette section peuvent être confirmées par la base de données cinématographiques IMDb,  présente dans la section « Liens externes ».
- Titre original et français : Monos
- Réalisation : Alejandro Landes
- Scénario : Alejandro Landes et Alexis Dos Santos, d’après l’histoire d’Alejandro Landes
- Direction artistique : Daniela Schneider
- Décors : Angela Leyton
- Costumes : Johanna Buendia et Daniela Schneider
- Photographie : Jasper Wolf
- Montage : Ted Guard, Yorgos Mavropsaridis et Santiago Otheguy
- Musique : Mica Levi
- Production : Fernando Epstein, Alejandro Landes, Cristina Landes et Santiago A. Zapata
- Sociétés de production : Stela Cine ; Bord Cadre Films, Dynamo, El Campo Cine, Film i Väst, Lemming Film, Mutante Cine, Pando Producciones, Pandora Filmproduktion et Snowglobe Films (coproductions)
- Sociétés de distribution : Cine Colombia (Colombie) ; Gusto entertainment (Pays-Bas), Le Pacte (France)
- Pays d’origine :  Colombie ;  Allemagne[1] /  Argentine[1] /  Danemark[1] /  États-Unis[1] /  Pays-Bas[1] /  Suisse[1] /  Suède[1] /  Uruguay[1]
- Langues originales : anglais, espagnol
- Format : couleur - 2.35 : 1 - son Dolby Digital
- Genre : drame psychologique
- Durée : 102 minutes
- Dates de sortie :
  - États-Unis : 27 janvier 2019 (Festival du film de Sundance)
  - Colombie : 15 août 2019
  - Pays-Bas : 5 septembre 2019
  - France : 4 mars 2020

## Distribution
- Julianne Nicholson : Docteur Sara Watson
- Moisés Arias : « Patagrande »
- Sofia Buenaventura : « Rambo »
- Julian Giraldo : « Lobo »
- Karen Quintero : « Leidi »
- Laura Castrillón  « Sueca »
- Deiby Rueda : « Pitufo »
- Esneider Castro : « Boom-Boom »
- Paul Cubides : « Perro »
- Wilson Salazar : le Messenger
- Jorge Román : le chercheur d’or
- Valeria Diana Solomonoff : la journaliste

## Production
Le film est une coproduction colombienne avec El Campo Cine (Argentine), Lemming Film (Pays-Bas), Pandora Film Produktion (Allemagne), Snowglobe Film (Danemark), Mutante Cine (Uruguay), Bord Cadre Films (Suisse), Film i Väst (Suède) et CounterNarrative Films (États-Unis).
Fernando Epstein, Santiago Zapata, Cristina Landes et Alejandro Landes produisent le film sous la production Stela Cine banner avec le soutien de Caracol Televisión, Cine Colombia, Dago Garcia Producciones, Dynamo, EFD Colombia et tous les autres coproducteurs internationaux.
Le tournage a lieu en Colombie, dans le parc national naturel de Chingaza en Cundinamarca, et dans le canyon de Samaná en Antioquia.

## Sortie
Le film est sélectionné et projeté en avant-première mondiale le 27 janvier 2019 au festival du film de Sundance aux États-Unis, où il obtient le prix spécial du jury du meilleur film dramatique à l’étranger (World Cinema Dramatic Special Jury Award). Il sort le 15 août 2019 au Colombie. Il prévoit la sortie le 4 mars 2020 en France. Sélection colombienne pour la course internationale du long métrage aux 92e Oscars. Monos est sélectionné pour la course internationale du film Oscar.

### Accueil critique
En France, le site Allociné recense une moyenne des critiques presse de 3,8/5.
« Que la caméra emboîte le pas de ses mômes enragés entre deux cuites célestes, ou établisse des compositions léchées, le vertige est constant, ménageant quantité de plages de sidération, d'inconfort ou tout simplement de surprise, à l'instar d'une descente de rapides où la mise en scène, jusqu'alors morcelée et évocatrice, devient soudain d'une précision et d'une audace sidérantes. C’est quand l’intrigue va embrasser le point de vue de leur captive, et le contexte guerrier se faire plus concret, que le métrage mute progressivement. ».
« Au fil de ses images ambivalentes, Monos touche à la réalité chaotique et brutale des conflits armés et dénonce l’embrigadement par les divers jeux de pouvoirs opérés par cette communauté. La musique de Mica Levi (Under the Skin), magnifiquement lancinante, s’ajoute au travail du directeur de la photographie Jasper Wolf, valorisant le paysage, avec ses sommets recouverts de brouillard épais, les orages au loin, les parois vertes impénétrables de la jungle. Un film magnifiquement charnel. ».
« Entre drame de guerre et thriller horrifique, Monos réinvente le genre du film d’adolescents, au milieu de la jungle suante et lourde de la Colombie. Un chef-d’œuvre cinématographique, aussi fascinant que dérangeant. ».

## Distinctions

### Récompenses
- Festival international de l’art : Ange bleu du meilleur film[9]
- Festival international du film de Carthagène 2019 : Prix du public[10]
- Festival international du cinéma indépendant de Buenos Aires 2019 : Meilleure musique originale pour Mica Levi[11]
- Festival du film de Newport Beach 2019[12] :
  - Prix du jury du meilleur film
  - Prix du jury du meilleure actrice pour Sofia Buenaventura
  - Prix du jury du meilleur réalisateur pour Alejandro Landes
  - Prix du jury du meilleur photographe pour Jasper Wolf
- Festival international du film de Montclair 2019 : Prix du meilleur film[13]
- Festival du film de Sundance 2019 : prix spécial du jury du meilleur film dramatique à l’étranger[4]
- Cinélatino Rencontres de Toulouse 2019[14] :
  - Prix CCAS
  - Prix Des Électriciens Gaziers
- Festival international du film de Transylvanie 2019 : Trophée du meilleur film[15]
- Festival International War on Screen 2019 : Mention spéciale du Jury International

### Nomination
- Berlinale 2019 : Teddy Award du meilleur film[16]